# 카시콘은행
카시콘은행(태국어: ธนาคารกสิกรไทย→태국 농민은행)은 태국의 은행이다. 과거 태국 농민은행(Thai Farmers Bank)으로 불렸지만 2003년 현재의 이름으로 개칭하였다.
태국 농민은행 FC를 운영하였다.

## 같이 보기
- 태국 농민은행 FC